# Lavonte David
Lavonte David (Miami, 23 gennaio 1990) è un giocatore di football americano statunitense che gioca nel ruolo di linebacker per i Tampa Bay Buccaneers della National Football League (NFL). Fu scelto nel corso del secondo giro (58º assoluto) del Draft NFL 2012. Al college ha giocato a football all'Università del Nebraska-Lincoln venendo premiato due volte come All-American.

## Carriera

### Tampa Bay Buccaneers
David fu scelto nel corso del secondo giro, come 58º assoluto, nel Draft 2012 dai Buccaneers. Il 19 maggio firmò un contratto quadriennale. Debuttò come professionista nella settimana 1 partendo come titolare nella vittoria sui Carolina Panthers in cui mise a segno 6 tackle. Nella settimana 4 Tampa Bay perse contro i Washington Redskins ma David giocò una partita di livello guidando la squadra con 14 tackle.
Dopo un mese di novembre in cui mise a segno 47 tackle e i Buccaneers vinsero tre partite su quattro, David fu nominato miglior rookie difensivo del mese.
David iniziò il mese di dicembre mettendo a segno il suo primo intercetto in carriera ai danni di Peyton Manning dei Denver Broncos, oltre a 10 tackle e 2 passaggi deviati. La sua prima stagione si concluse giocando tutte le 16 gare come titolare, con 139 tackle, 2 sack e un intercetto, venendo inserito nella formazione ideale dei rookie dalla Pro Football Writers of America.
Nella prima gara della stagione 2013 contro i New York Jets, David mise a segno un sack su Geno Smith e 8 tackle ma commise anche il fallo a due secondi dal termine che costò alla propria squadra una sconfitta con un field goal segnato dai Jets allo scadere. Altri 1,5 sack li mise a referto la settimana successiva contro i Saints. Il quinto stagionale lo fece registrare nella settimana 8 contro i Carolina Panthers in cui terminò guidando la sua squadra con 12 tackle. Due settimane dopo, nel Monday Night Football contro i Miami Dolphins, David placcò Daniel Thomas nella end zone dando origine a una safety, contribuendo alla prima vittoria stagionale dei Bucs. Nella settimana 12 contro i Detroit Lions guidò la squadra con 12 tackle, mise a segno un intercetto e forzò un fumble nella terza vittoria consecutiva dei Bucs, venendo premiato come miglior difensore della NFC della settimana. Un altro intercetto lo fece registrare la settimana successiva ma i Bucs interruppero una striscia di tre vittorie consecutive contro i Carolina Panthers, una delle squadre più in forma della lega. Il notevole periodo di forma di David proseguì nella settimana 14 contro i Buffalo Bills in cui mise a segno 9 tackle, un sack e 2 intercetti nella netta vittoria per 27-6. La sua annata terminò con 144 tackle, 6,0 sack e 5 intercetti, venendo inserito nel First-team All-Pro dall'Associated Press e votato al 35º posto nella NFL Top 100 dai suoi colleghi.

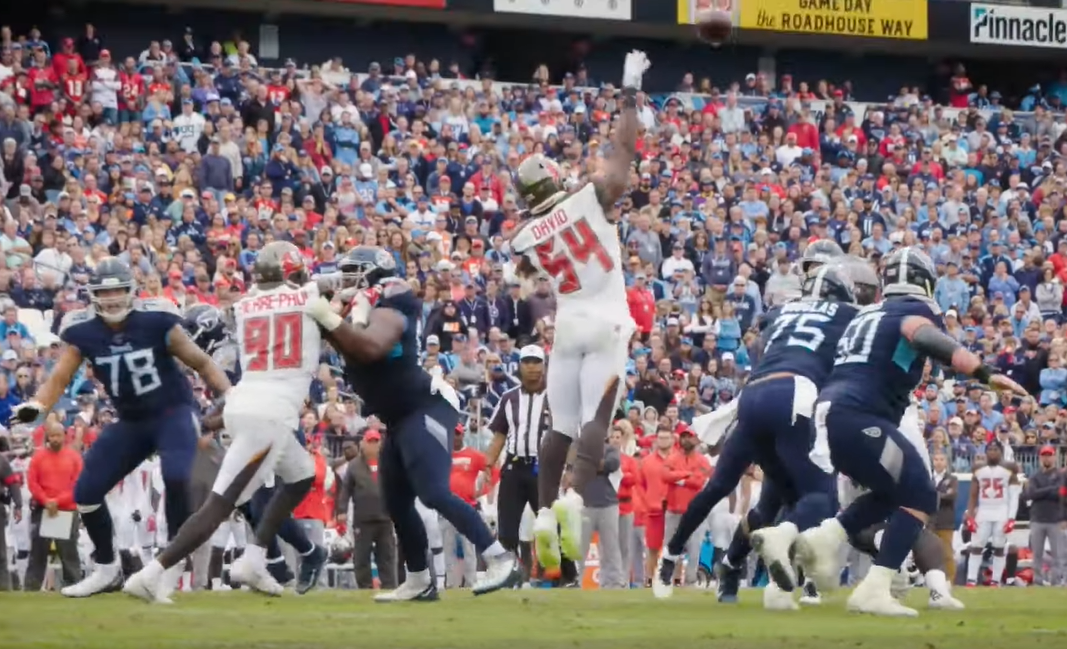
David nel 2019

Nel 2014, David chiuse al terzo posto della lega con 146 tackle, oltre a un sack e quattro fumble forzati, mentre i Buccaneers terminarono col peggior record della lega, 2-14. Nella NFL Top 100 fu inserito al 56º posto.
Il 9 agosto 2015, David firmò coi Buccaneers un'estensione contrattuale quinquennale del valore di 50,25 milioni di dollari, inclusi 25,56 milioni garantiti. Nell'undicesimo turno vinto in casa degli Eagles, mise a segno 6 tackle, 2 passaggi deviati e 2 intercetti su Mark Sanchez, ritornandone uno per 20 yard in touchdown. Per questa prestazione fu premiato per la seconda volta in carriera come miglior difensore della NFC della settimana. Nel tredicesimo turno sigillò la vittoria dei Buccaneers sui Falcons intercettando un passaggio di Matt Ryan diretto a Julio Jones nel possesso finale di Atlanta. La sua stagione si chiuse al terzo posto nella NFL con 147 tackle, oltre a 3 sack e 3 intercetti, venendo convocato per il suo primo Pro Bowl al posto di DeMarcus Ware, impegnato nel Super Bowl 50.
Nella settimana 15 della stagione 2016, David ritornò un intercetto su Philip Rivers dei San Diego Chargers per 15 yard in touchdown. A fine anno fu inserito nel Second-team All-Pro dopo avere messo a segno 87 tackle, 5 sack e forzato 4 fumble.
Alla fine di settembre 2020 David fu premiato come difensore della NFC del mese dopo avere fatto registrare 24 tackle, 2 passaggi deviati, un intercetto, un fumble recuperato e uno forzato. A fine stagione fu inserito nel Second-team All-Pro. Il 7 febbraio 2021, nel Super Bowl LV contro i Kansas City Chiefs campioni in carica, partì come titolare nella vittoria per 31-9, conquistando il suo primo titolo. Nella finalissima fece registrare 6 placcaggi e 2 passaggi deviati.
Nel marzo del 2021 David firmò un nuovo contratto biennale del valore di 25 milioni di dollari.
Il 15 marzo 2023 David firmó un nuovo contratto di un anno con i Buccaneers. In quella stagione mise a segno 134 placcaggi, 4,5 sack e un fumble forzato in 15 presenze. I Buccaneers vinsero la loro division per il terzo anno consecutivo e nel primo turno di playoff batterono i Philadelphia Eagles.
Il 12 marzo 2024 David firmò per un altro anno con i Buccaneers per 9 milioni di dollari. Nel quarto turno trascinò la difesa con 8 placcaggi, 2 sack, un fumble forzato e un passaggio deviato  nella vittoria sugli Eagles per 33-16. Quattro giorni dopo mise a segno 7 tackle, un intercetto e due passaggi deviati nella sconfitta ai tempi supplementari contro i Falcons. Nella settimana 14 guidò la squadra con 7 placcaggi e un sack nella vittoria sui Las Vegas Raiders.
L'8 marzo 2025 David firmò un nuovo contratto di un anno con i Buccaneers.

## Palmarès

### Franchigia
- Super Bowl : 1

Tampa Bay Buccaneers: LV
- National Football Conference Championship: 1

Tampa Bay Buccaneers: 2020

### Individuale
- Convocazioni al Pro Bowl: 1

2015
- First-team All-Pro: 1

2013
- Second-team All-Pro: 2

2016, 2020
- Difensore della NFC del mese: 1

settembre 2020
- Difensore della NFC della settimana: 2

12ª del 2013, 11ª del 2015
- Rookie difensivo del mese: 1

novembre 2012
- PFWA All-Rookie Team - 2012